# Zinneke Parade

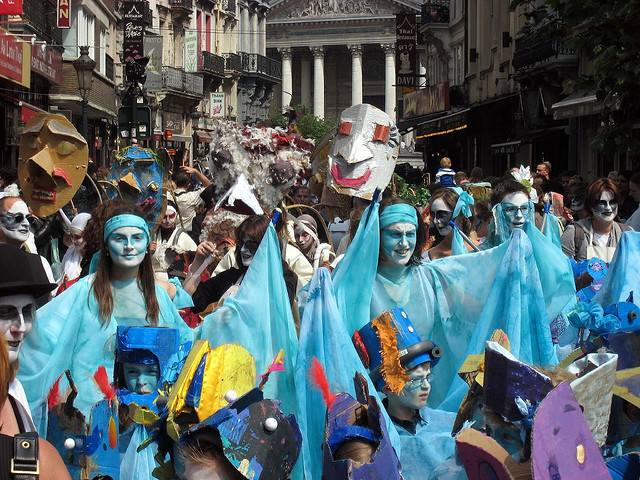
Zinneke Parade, mei 2008

De Zinneke Parade is sinds 2000 een tweejaarlijks artistiek en sociaal evenement in Brussel.
De eerste Zinneke Parade werd gehouden in 2000, toen Brussel een van de culturele hoofdsteden van Europa was.
In mei of juni van elk even jaar paraderen kleurrijke groepen op een geanimeerde manier door de stad. Deze deelnemende groepen komen uit de verschillende buurten, verenigingen, scholen, instellingen, ateliers, jeugdhuizen, culturele centra, muziek- en dansgroepen, folkloristische groepen en gemeenschappen in Brussel, en maken gebruik van muziek, dans, kostuums en decors.
Om de twee jaar en gedurende anderhalf jaar organiseren de zinnekes zich in hun buurten, scholen, bedrijven of verenigingen voor een artistiek project waarmee ze kunnen paraderen in hun stad tijdens de Zinneke Parade.

## Zinneke
Zinneke betekent Kleine Zenne of Zenneke, en is de naam van een kanaaltje [of lei of coupure], gegraven in de zestiende eeuw toen het kanaal van Brussel naar Willebroek (en dus naar de zee) werd aangelegd. Het maakte een verbinding tussen de twee binnenstromende armen van de Zenne en het nieuwe kanaal. Het Zinneke stroomde buiten de stad Brussel, parallel aan de stadsomwalling, door Kuregem [Anderlecht] en Sint-Jans-Molenbeek en beschermde zo Brussel tegen overstromingen. 
Een zinneke werd in de negentiende eeuw de naam voor een straathond, want die werd indertijd weleens in het modderige Zinneke gegooid. De zinnekes, dat zijn nu de mensen die in Brussel leven. 
Dus met garantie dat er diversiteit is in talen, culturen, afkomst, kleuren, problemen en oplossingen. De Brusselaars - de mensen die in Brussel leven - kozen zinneke als geuzennaam voor zichzelf en lanceerden het project Zinneke Parade.

## Thema's van de Parade
De Zinneke Parade heeft elke keer een ander basisthema. Dit wordt door de zinnekes via een brede basisdemocratie zelf beslist.
- 2000: De stad
- 2002: Zinnergie
- 2004: Het lichaam in de stad
- 2006: Toekomst à venir
- 2008: Eau/Water
- 2010: A Table/Aan Tafel
- 2012: Désordre/Wanorde
- 2014: Tentation/Bekoring
- 2016: FRAGIL
- 2018: Illegaal
- 2020:Aux Loups ! Wolven !
- 2022:Trompe l’oeil/Optische illusie
- 2024: Plaizir

## Galerij

Zinneke Parade 2024
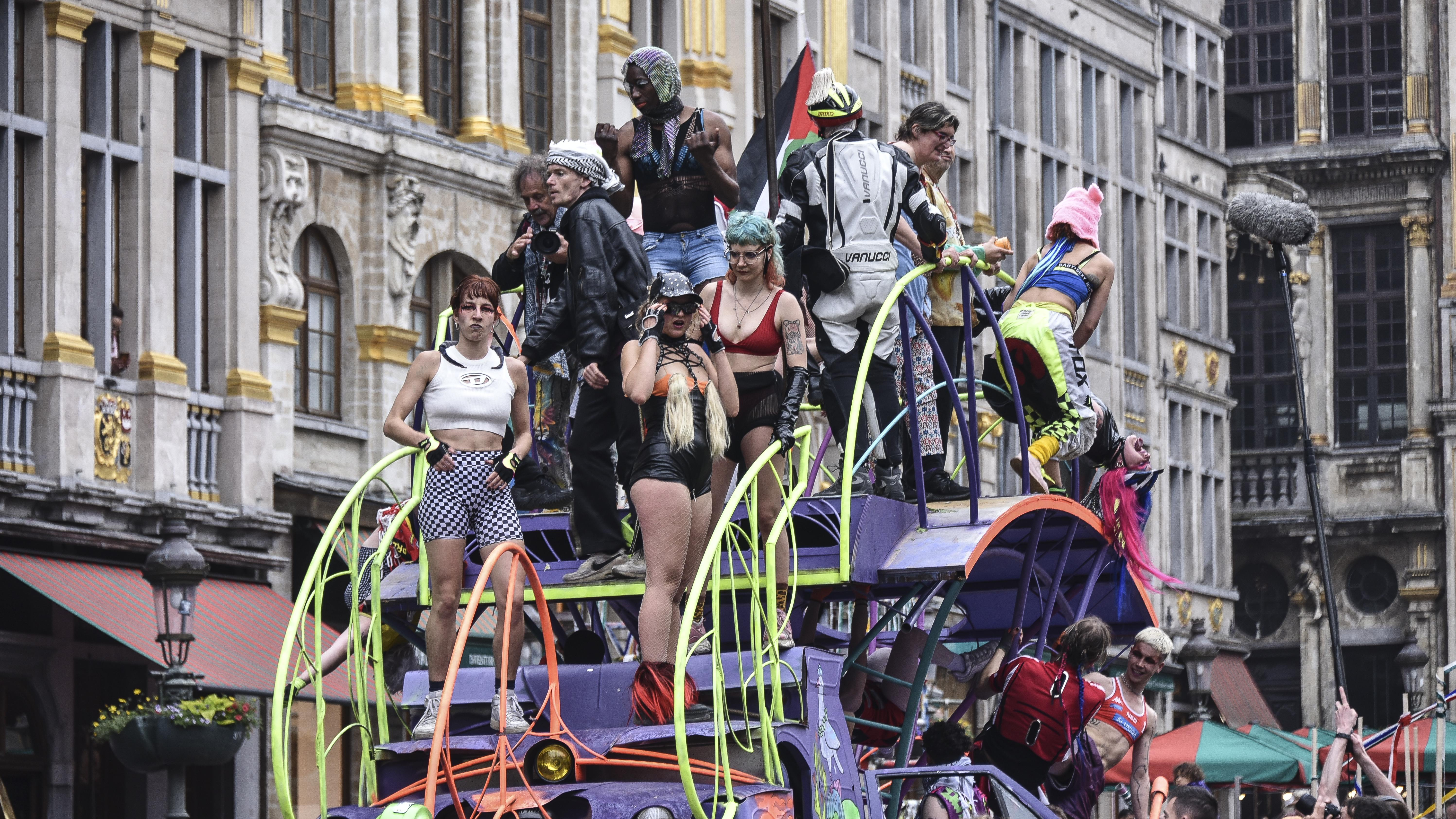
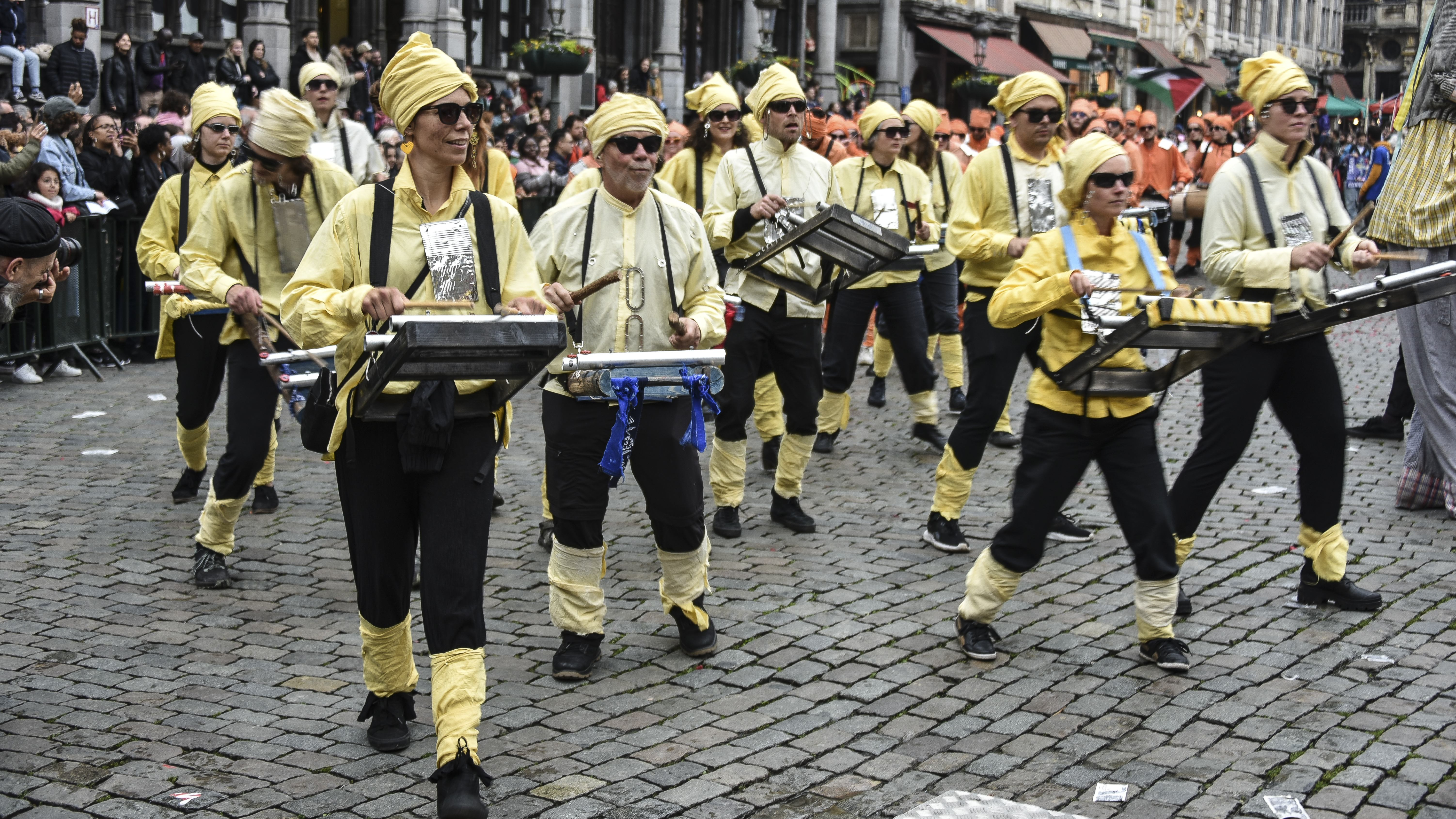
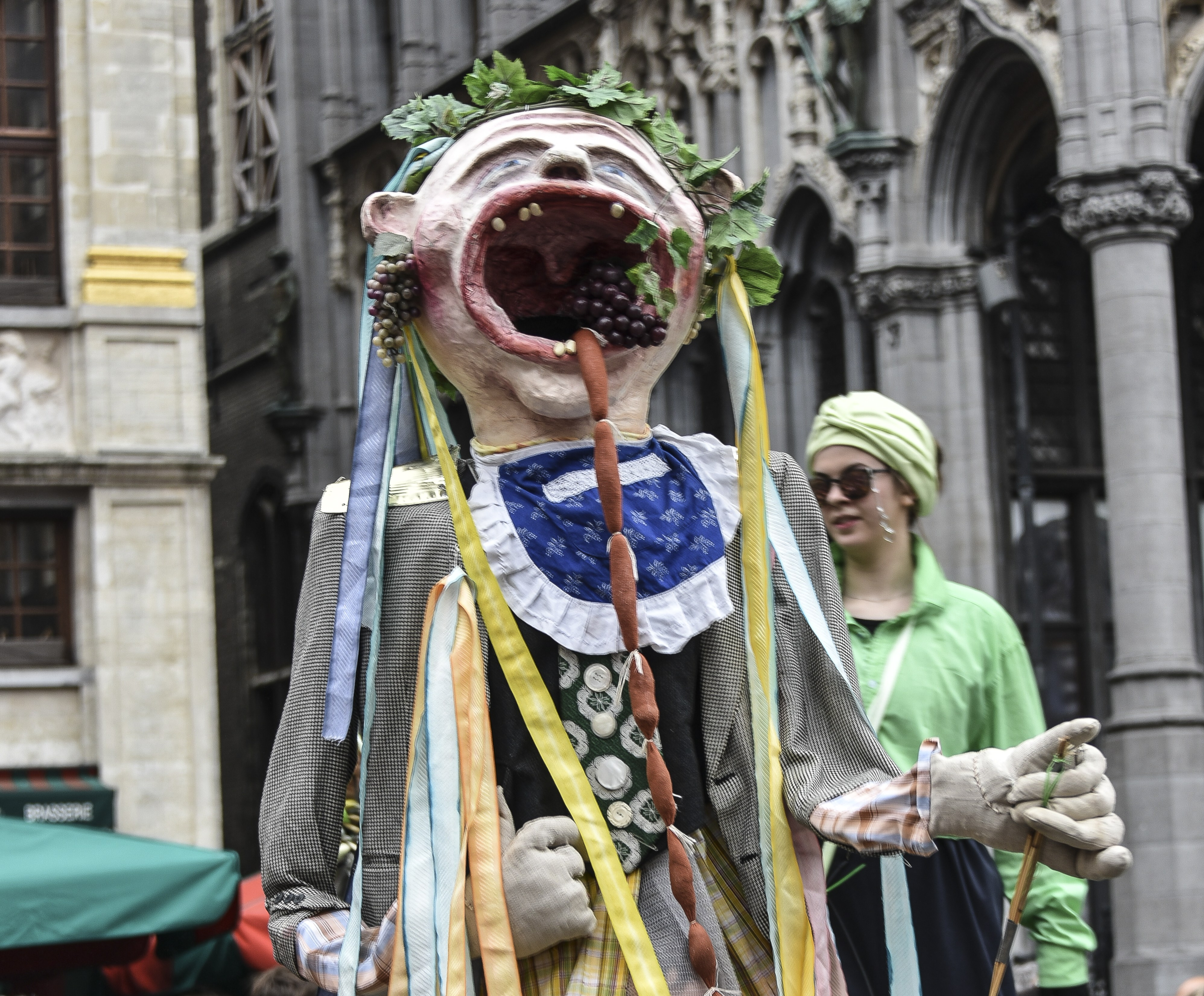
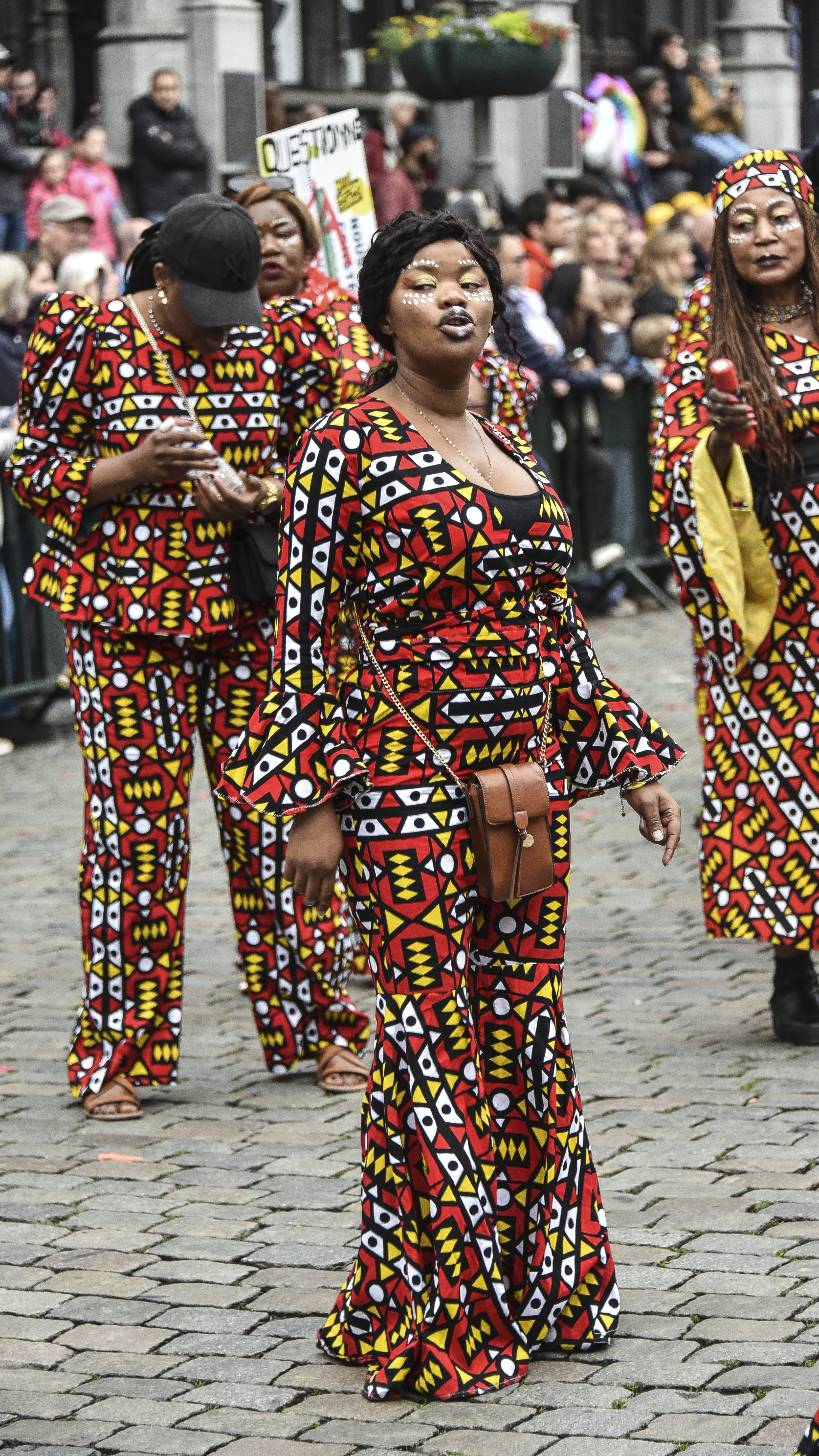
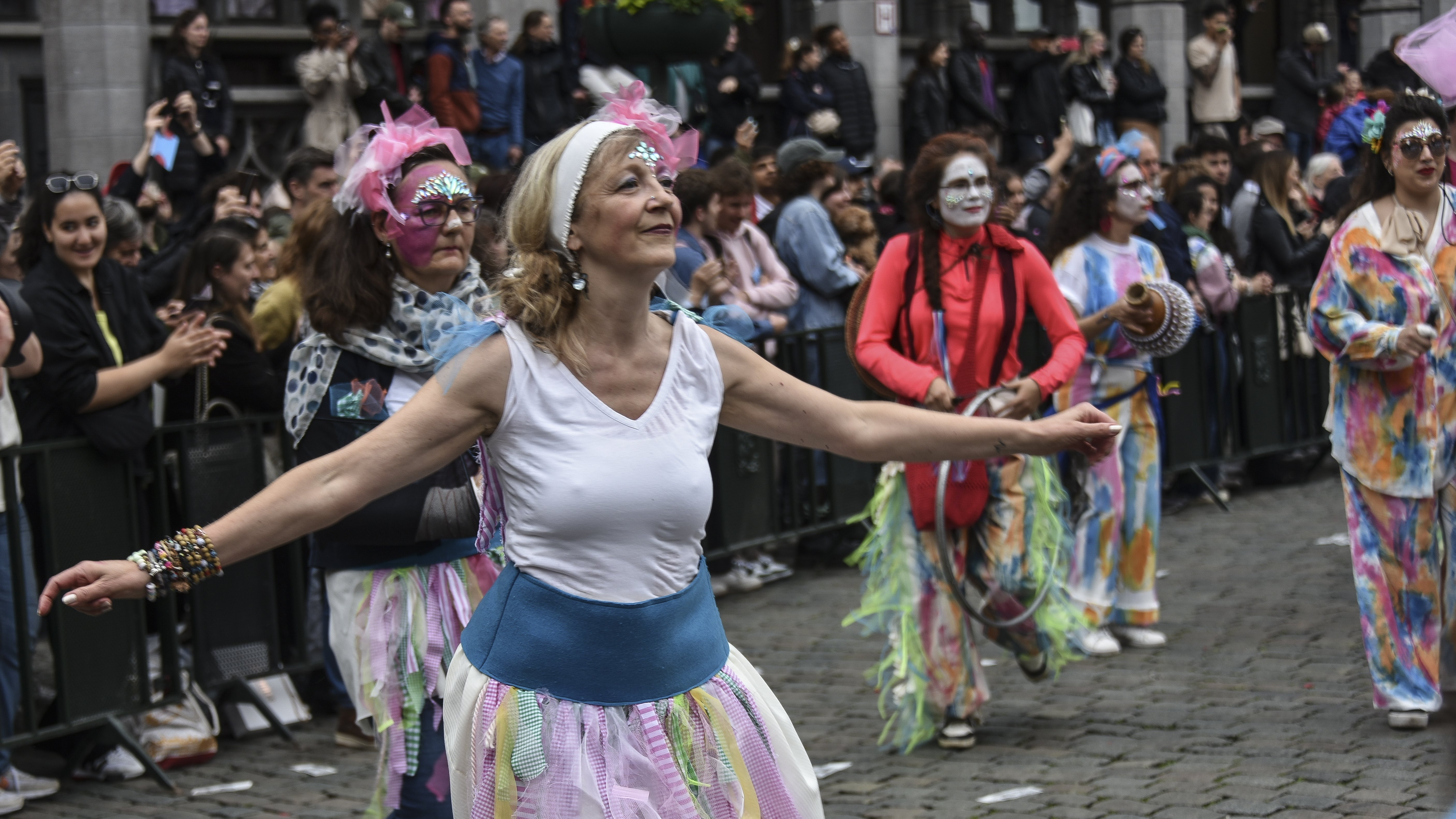
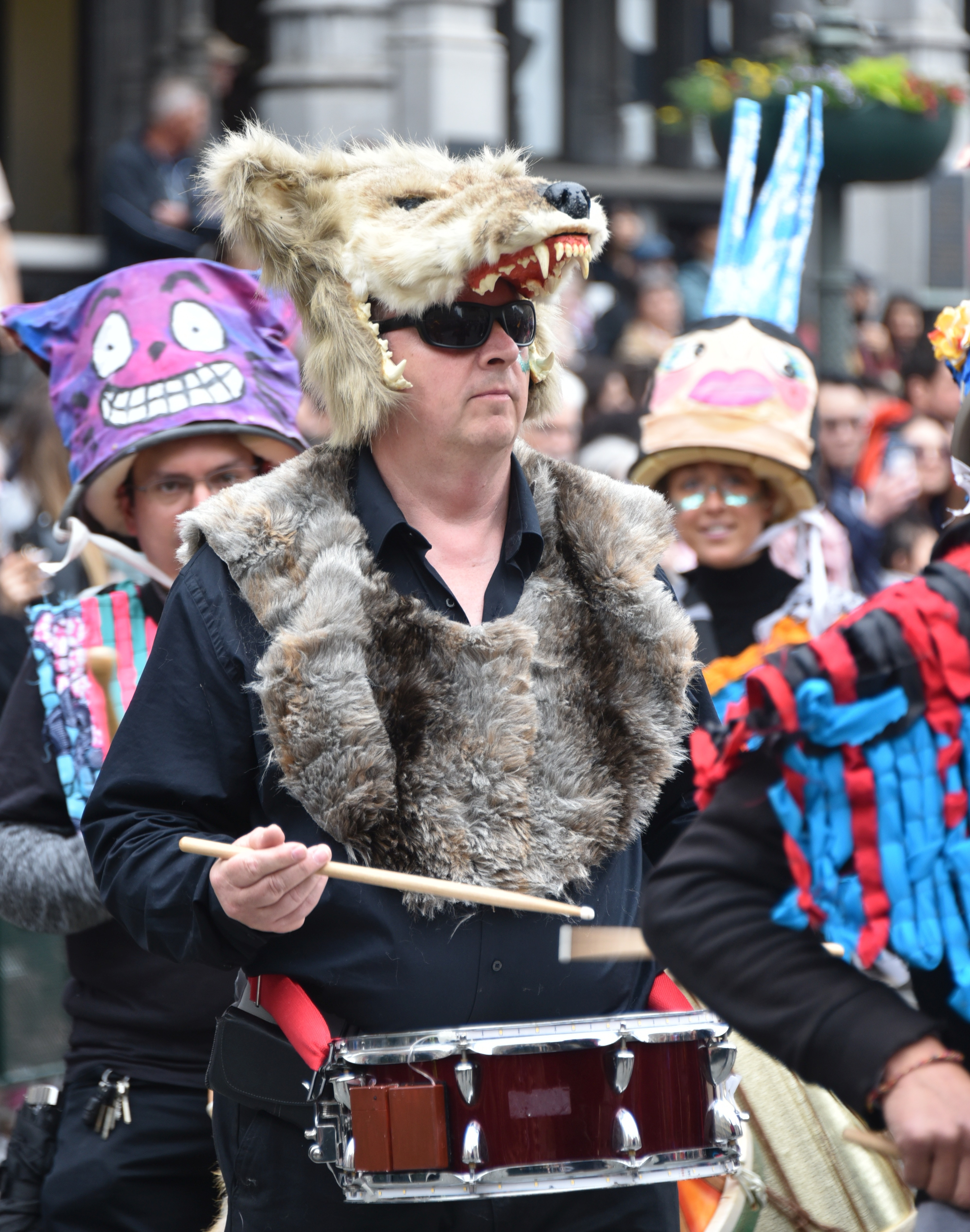
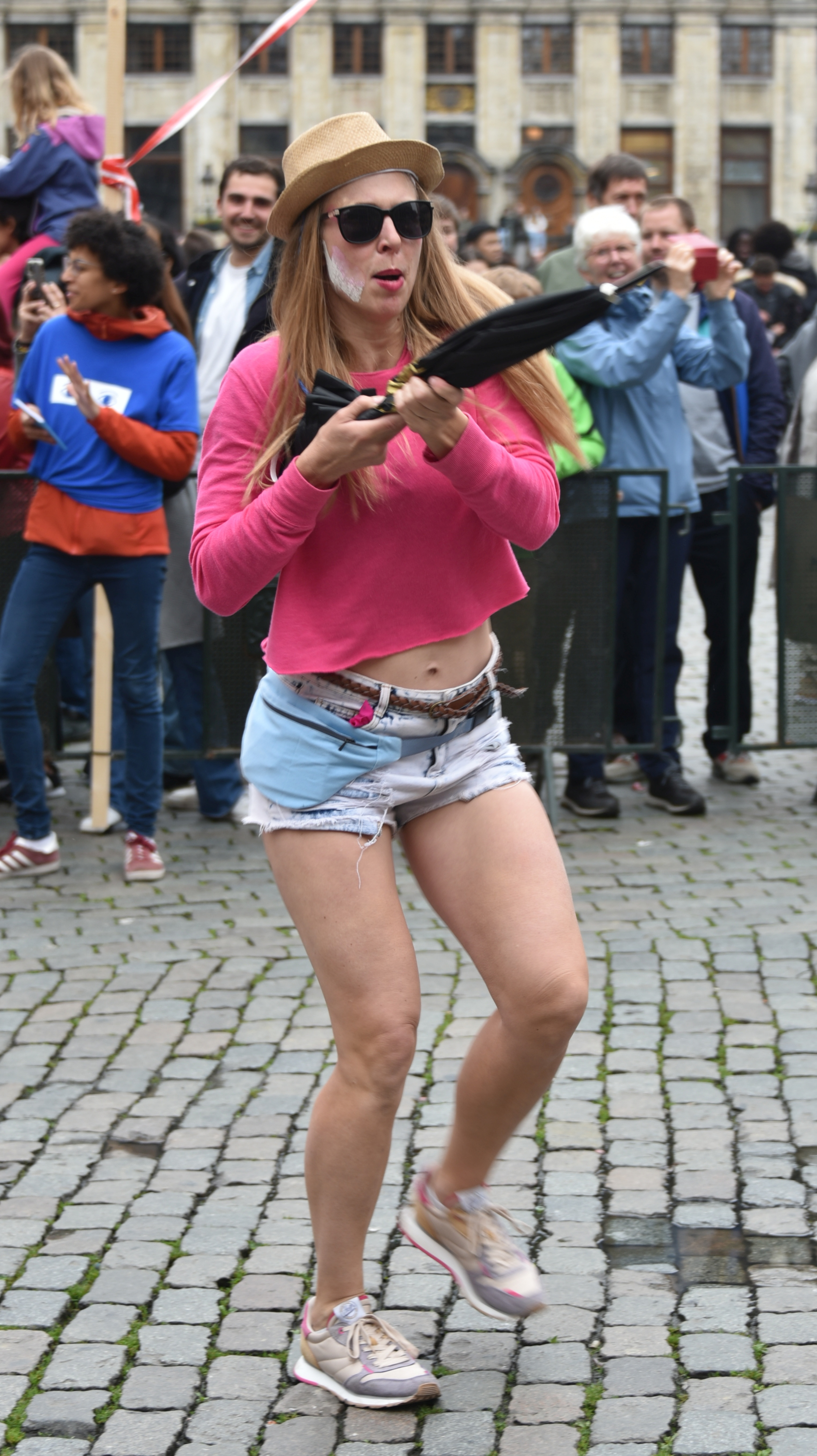
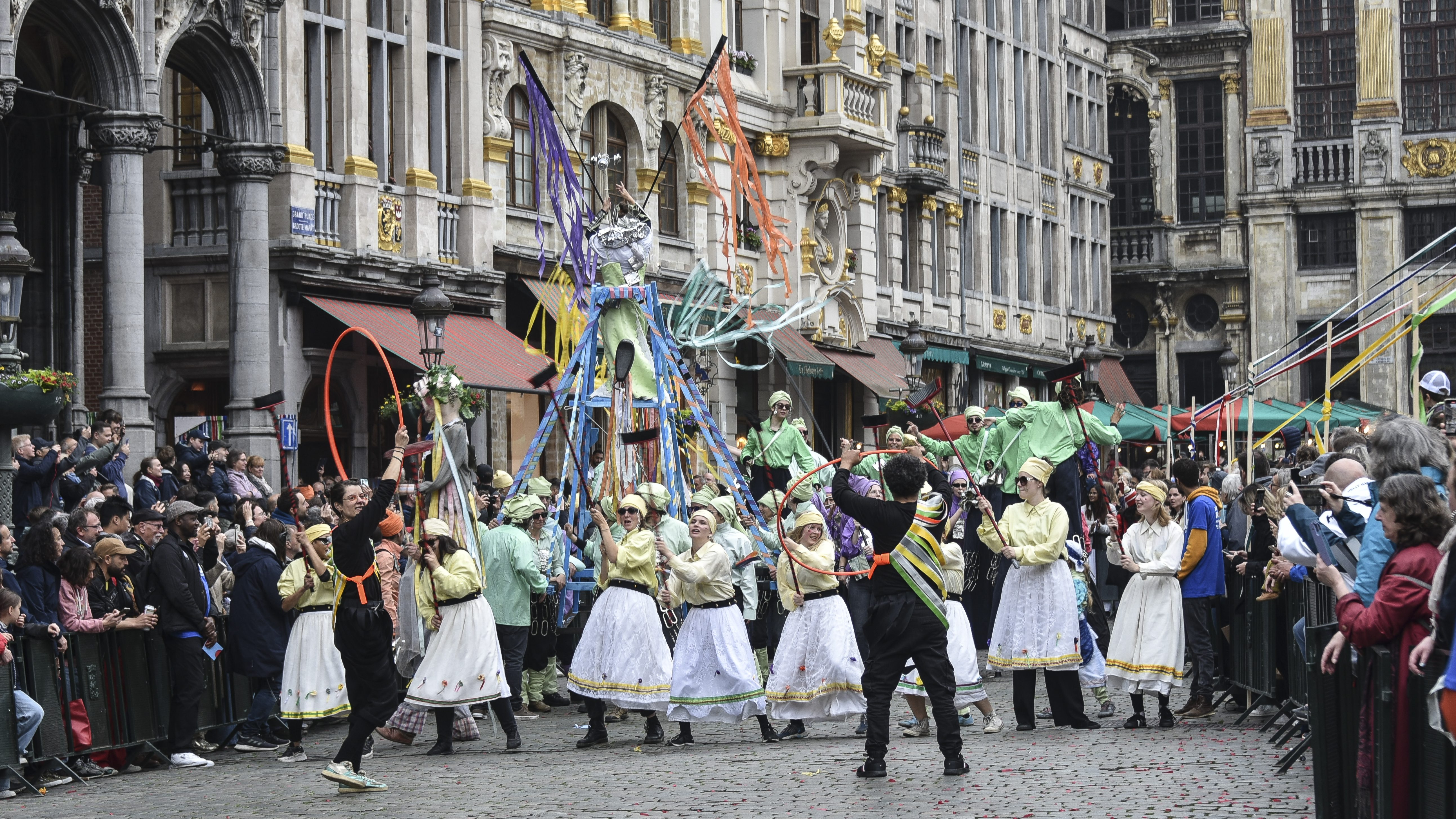
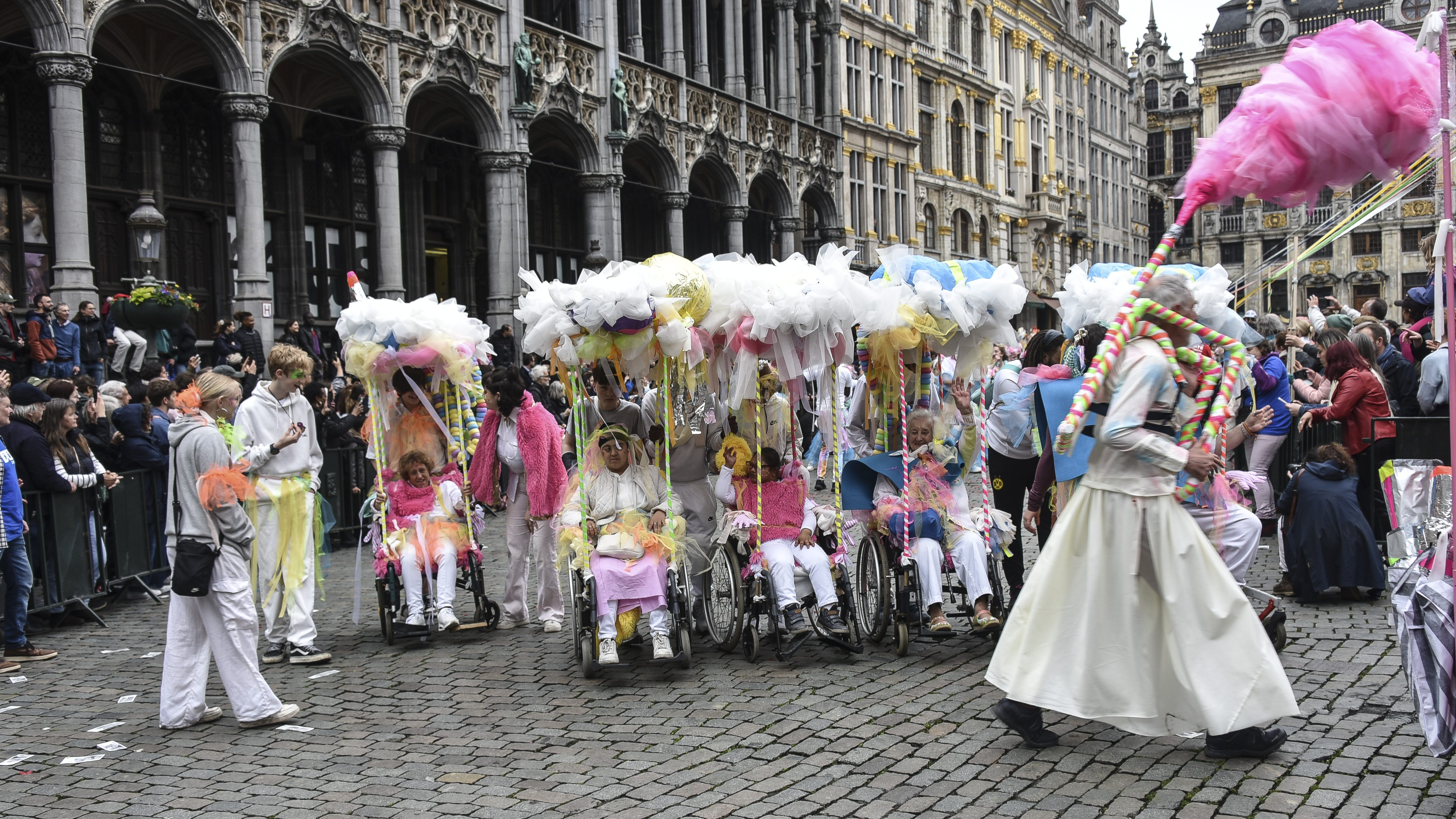
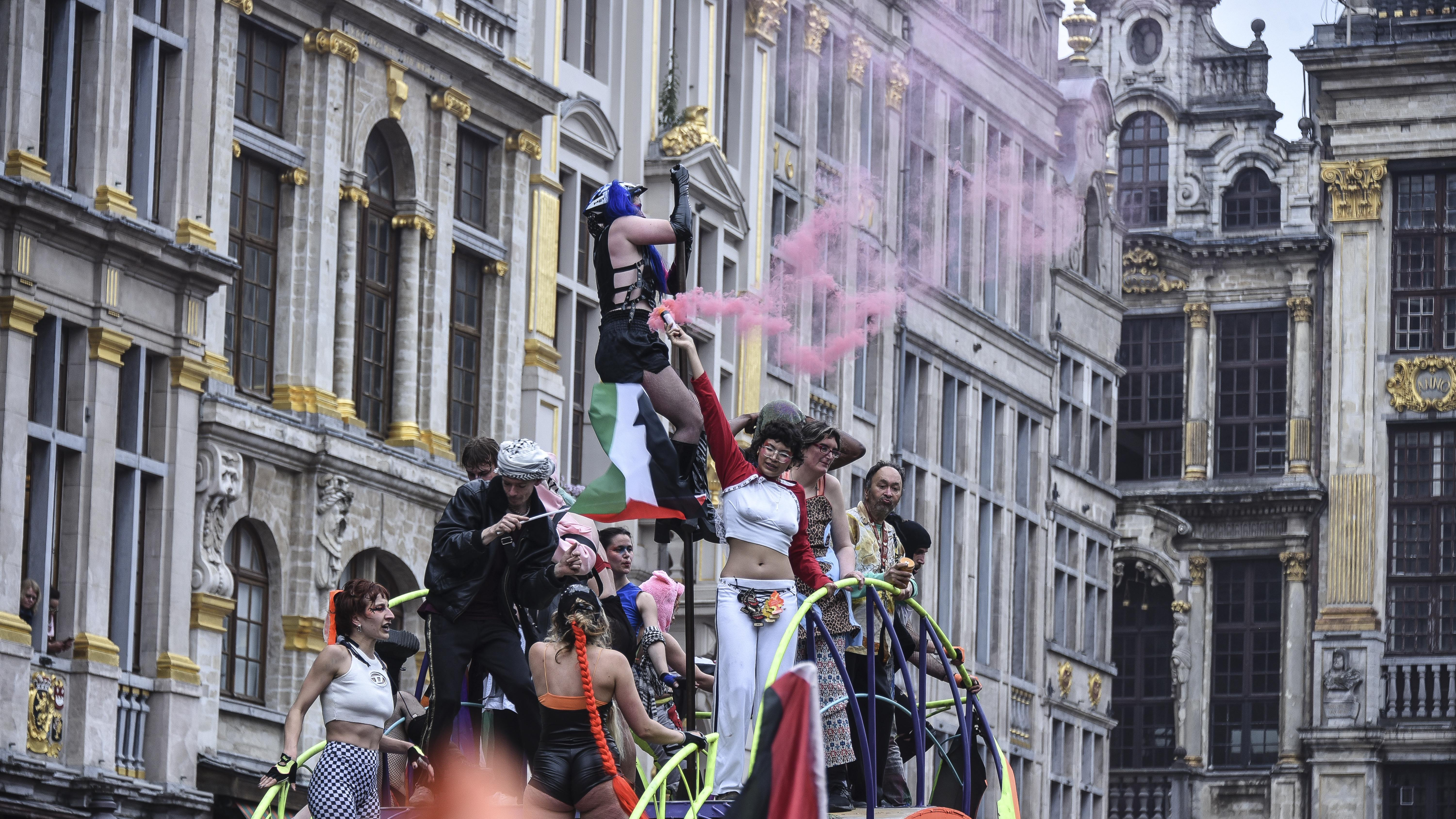